# Emmerik van Hongarije
Emmerik (Hongaars: Imre) (circa 1174-1204) was koning van Hongarije van 1196 tot 1204 en behoorde tot het huis van Árpád.

## Familie
Hij was de zoon en opvolger van Béla III en koningin Agnes. Zijn exacte geboortedatum is niet bekend. Emmerik was gehuwd met Constance van Aragón, de dochter van koning Alfons II van Aragón. Zij hadden één zoon: Ladislaus III.

## Koning
Op 16 mei 1182 werd de kroonprins door aartsbisschop Nicolaas ceremonieel ingehuldigd als koning naast zijn vader, iets wat eerder met de prinsen Salomo en Stefanus II gebeurd was. Dit deed men om de opvolging vast zeker te stellen; familieleden plachten die vaak te betwisten. De kroonprins kreeg hierdoor op zich geen feitelijke macht; maar Emmerik wist zich al jong een machtsbasis in Kroatië te verwerven, toen Hongaars bezit. Op 24 april 1196 nam hij vrij probleemloos na de dood van zijn vader de regering over, maar zijn broer Andreas II deed al snel een poging hem van de troon te stoten. Zogenaamd op kruistocht naar het "Heilige Land" (Palestina) zette deze in 1197 de Slavische lagere edelen aan tot opstand. Op zichzelf was het niet nieuw dat troonpretendenten zo vanuit een externe machtsbasis hun familie eruit probeerden te werken, maar nu kreeg zo'n poging voor het eerst ook grote aanhang onder de hoge adel. Emmerik was gedwongen veel land aan de Hongaarse edelen te schenken om ze weer aan zijn kant te krijgen, wat het centraal gezag aantastte.

## Invloed van de paus
Tijdens zijn bewind stond Hongarije, als leen van de Heilige Stoel, sterk onder invloed van Paus Innocentius III, die later zijn weduwe nog liet hertrouwen met keizer Frederik II. Innocentius bemiddelde voor het eerst in het conflict tussen Emmerik en zijn broer in 1198 maar zonder succes. Toen Andreas echter verslagen werd en naar Oostenrijk vluchtte, dwong de paus in 1200 met dreiging van militaire interventie door het Heilige Roomse Rijk een vrede tussen beiden af, waarbij Andreas weer hertog werd. De paus kreeg ook invloed op de buitenlandse politiek. Emmerik was eerst net als zijn vader een bondgenoot van Byzantium in de strijd tegen Venetië en Bulgarije, en betwistte dat laatste land in 1202 de hegemonie in Servië (Emmerik liet zichzelf Koning van Servië noemen), maar ondersteunde op advies van de paus de Vierde Kruistocht, waardoor Byzantium in 1204 viel. Emmeriks sterfdatum is niet exact bekend; in augustus 1204 maken de bronnen voor het laatst melding van hem als levende; in november was hij al dood. Tijdens zijn langdurig ziekbed liet hij zijn zoontje Ladislaus als koning kronen, wat de paus toestond op voorwaarde dat het land als kerkelijk leen bevestigd zou worden.
Koning Emmerik moet niet verward worden met de heilige Emmerik van Hongarije; hij had een vrij slechte reputatie als wreed en trouweloos heerser.